# Marcel Mohab

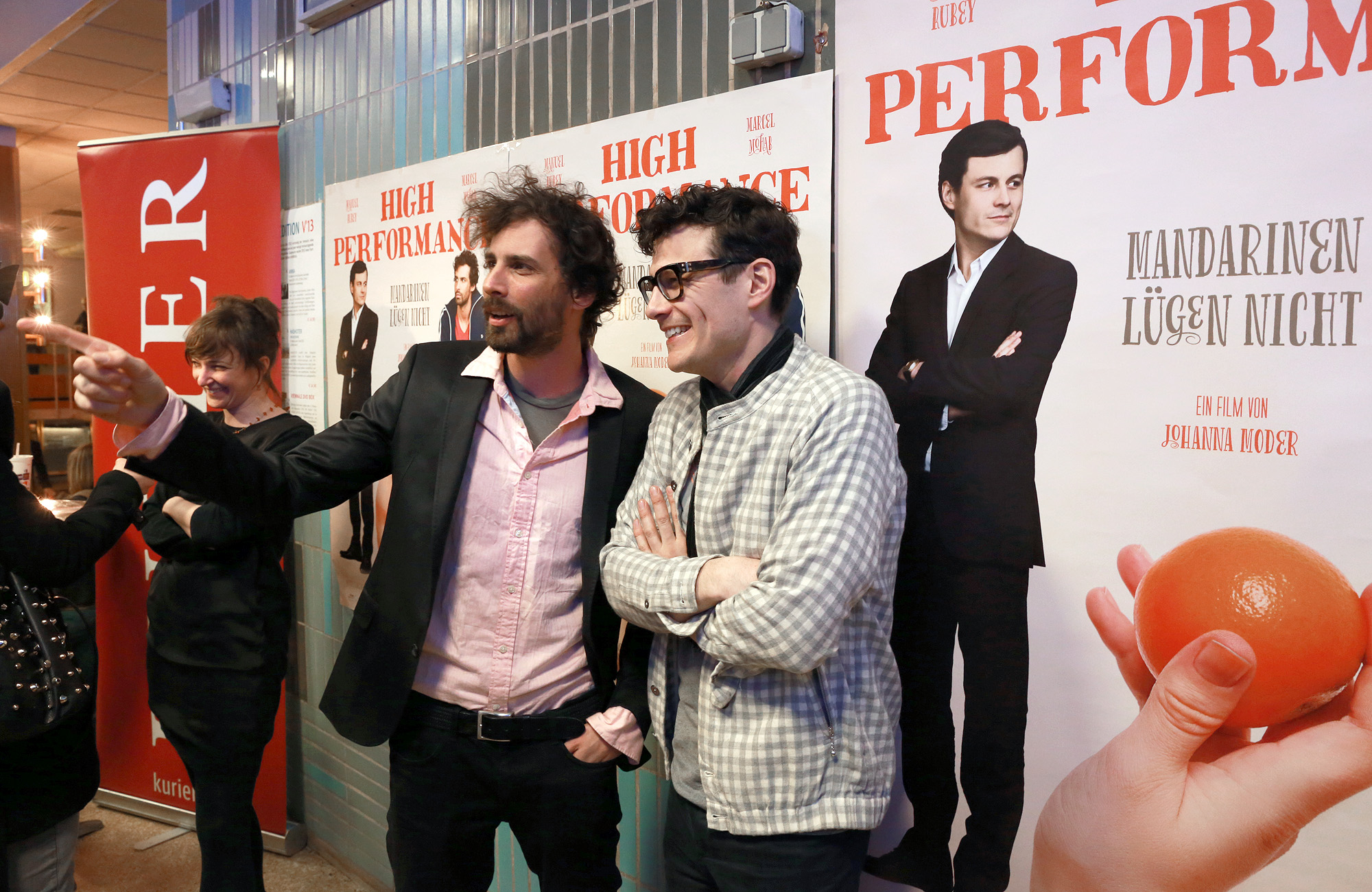
Johanna Moder, Marcel Mohab und Manuel Rubey bei der Wiener Galapremiere von High Performance im Gartenbaukino (Wien, Österreich)

Marcel Mohab (* 17. August 1979 in Graz) ist ein österreichischer Schauspieler, Kabarettist und Comedian.

## Leben
Marcel Mohab stammt aus Graz. Seine Mutter Helga Kern-Theissl führt dort eine bekannte Tanzschule; sein Vater arbeitet in der Grazer Steuerverwaltung. Mohab wollte ursprünglich Psychiater werden, brach das Medizinstudium jedoch nach einem halben Jahr Vorklinik ab; später nahm er ein Publizistikstudium auf. Er entschied sich dann für die Schauspielerei, was er schon immer machen wollte, ging zu Aufnahmeprüfungen und wurde an der Anton Bruckner Universität für Darstellende Kunst in Linz angenommen, wo er von 2002 bis 2006 Schauspiel studierte. Außerdem besuchte er später von 2006 bis 2008 die École Philippe Gaulier in Paris, wo er bei dem bekannten Clown und Theaterlehrer Philippe Gaulier auch eine Ausbildung zum Clown erhielt. Die Ausbildung in Paris, bei der er auch Sacha Baron Cohen kennenlernte, finanzierte er sich mit dem Erbe seiner Großmutter.
Während seines Studiums spielte er am Landestheater Linz. Anschließend folgten Theaterengagements auf verschiedenen Bühnen, an Off-Theater, bei freien Theaterproduktionen und bei Theaterfestivals, so im Jahre 2009 beim Edinburgh Festival Fringe. Er spielte am Theater Phönix in Linz (2009), im Theater Nestroyhof (2011; 2013), am Theater Garage X  (2011) und am theaternyx in Wels (2012).
Im Jänner/Februar 2013 spielte er am Theater Nestroyhof Hamakom in Wien in der Uraufführung der Tragikomödie Habe die Ehre des syrischen Autors Ibrahim Amir. Mohab verkörperte eine der drei Hauptrollen, einen Ehemann und Macho. Die Produktion (Regie: Hans Escher) erhielt 2013 den Nestroy-Preis für das beste Off-Theaterstück. Beim Jugendtheater DSCHUNGEL WIEN – Theaterhaus für junges Publikum trat er im April/Mai 2014 in der Titelrolle des Stücks Robin Hood von Holger Schober auf. 2015 hatte er ein Gastengagement am Landestheater Niederösterreich in St. Pölten.
Marcel Mohab tritt auch als Kabarettist und Comedian auf. Er gab Gastspiele auf verschiedenen Kleinkunstbühnen in Österreich, Deutschland, der Schweiz und Tschechien (Kulturfabrik Hildesheim, Scheinbar Variete Berlin, Cabaret Voltaire, Malostranska Beseda Prag, Theater am Alsergrund, BKA Theater Berlin, Mood Indigo Festival-Indien/Mumbai, Kabarett Niedermair Wien u. a.). Für sein Solo-Programm „Animal Funk“, eine Clown-Comedy in englischer Sprache, wurde er 2012 mit dem Goldenen Kleinkunstnagel-Kabarettpreis ausgezeichnet. 2016 gewann er den Klagenfurter Kleinkunstpreis Herkules.
2015–2016 trat er mit dem Showprogramm Out of Nowhere, einer Mischung aus Mischung aus Kabarett, Pantomime, Clownerie und britischer Stand-Up Comedy, gemeinsam mit Carlo Jacucci auf.
Sein Kinodebüt gab Mohab 2014 mit einer Hauptrolle in der österreichischen Filmkomödie High Performance – Mandarinen lügen nicht von Regisseurin Johanna Moder. Der Film gewann den Publikumspreis beim Filmfestival Max Ophüls Preis und lief unter anderem am Montreal World Film Festival. Mohab spielte darin, an der Seite von Manuel Rubey, einen von zwei Brüdern, den bisher erfolglosen Off-Theaterschauspieler Daniel. Mohab war auch an der Entwicklung der Dialoge beteiligt. Im Wiener Tatort: Grenzfall (Erstausstrahlung: März 2015) hatte er eine Nebenrolle als Assistent Schmiedt. Im Mai 2016 war Mohab in dem ZDF-Fernsehfilm Hexensommer aus der Katie-Fforde-Filmreihe in einer Hauptrolle zu sehen. Er spielte Oliver Barrymore, einen ehemaligen Strafgefangenen, der in einer Kleinstadt Neuenglands ein neues Leben beginnt. Im Januar 2017 war er in der Fernsehkomödie Die Diva, Thailand und wir! in einer Hauptrolle zu sehen; er spielte Frank Neuendorff, den Schwiegersohn der 72-jährigen Anneliese Behrens (Hannelore Elsner), die nach einer Krebsdiagnose von ihrer Familie betreut werden muss. In der österreichischen Krimiserie SOKO Kitzbühel war Mohab im Mai 2017 in einer Episodenrolle zu sehen; er spielte den tatverdächtigen Tangotänzer Robert Gessler, einen ernstzunehmenden Konkurrenten des Mordopfers. In der 18. Staffel der ZDF-Serie SOKO Leipzig (2018) hatte er in einem 90-minütigen Serien-Special eine der Episodenrollen als Lebensgefährte des ermittelnden Staatsanwalts (Michael Rotschopf). In der 11. Staffel der ZDF-Serie Die Chefin (2020) übernahm Mohab eine der Episodenhauptrollen als tatverdächtiger Kantinenkoch Claus Niedermeyer, der sich nebenbei heimlich als Gourmetkoch bei „diskreten Dinnern“ verdingt.
Mohab lebt in Wien und Berlin.

## Filmografie (Auswahl)
- 2014: High Performance – Mandarinen lügen nicht (Kinofilm)
- 2015: Tatort: Grenzfall (Fernsehreihe)
- 2016: Katie Fforde: Hexensommer (Fernsehreihe)
- 2016: Was hat uns bloß so ruiniert (Kinofilm)
- 2016: Die Diva, Thailand und wir! (Fernsehfilm)
- 2017: SOKO Donau (Fernsehserie, Folge Dicke Luft)
- 2017: SOKO Kitzbühel (Fernsehserie, Folge La Mordida)
- 2018: Nichts zu verlieren (Fernsehfilm)
- 2018: Womit haben wir das verdient? (Kinofilm)
- 2018: Stadtkomödie – Geschenkt (Fernsehfilm)
- 2018: SOKO Leipzig (Fernsehserie, Folge Das Vogelmädchen)
- 2019: CopStories (Fernsehserie, Folge Blöd gelaufen)
- 2019: Waren einmal Revoluzzer (Kinofilm)
- 2019: Blind ermittelt – Das Haus der Lügen (Fernsehfilm; Alternativtitel Der Feuerteufel von Wien)
- 2020: Lovecut (Kinofilm)
- 2020: Die Chefin (Fernsehserie, Folge Gesundes Bayern)
- 2021: SOKO Kitzbühel (Fernsehserie, Folge Durchgedreht)
- 2021: Toni, männlich, Hebamme – Nestflucht (Fernsehreihe)
- 2022: Landkrimi – Steirergeld (Fernsehreihe)
- 2023: Toni, männlich, Hebamme – Eine Klasse für sich (Fernsehreihe)
- 2023: Toni, männlich, Hebamme – Mächtig schwanger (Fernsehreihe)
- 2023: Wie kommen wir da wieder raus? (Kinofilm)
- 2024: School of Champions (Fernsehserie)
- 2024: Tiefwassertaucher unterm Dach (Fernsehfilm)
- 2024: Toni, männlich, Hebamme – Baby im Korb (Fernsehreihe)
- 2024: Toni, männlich, Hebamme – Das Glück der Anderen (Fernsehreihe)
- 2024: Ewig Dein (Fernsehfilm)
- 2024: SOKO Donau/SOKO Wien – Kinderwunsch (Fernsehserie)
- 2024: Die Liesl von der Post – Jugendsünden (Fernsehreihe)
- 2024: Die Liesl von der Post – Klapperstorch (Fernsehreihe)
- 2025: Alpentod – Ein Bergland-Krimi: Alte Wunden (Fernsehreihe)
- 2025: Alpentod – Ein Bergland-Krimi: Gemeinsame Ziele (Fernsehreihe)
- 2025: Landkrimi – Acht (Fernsehreihe)